# 沧港镇
沧港镇，是中华人民共和国湖南省常德市汉寿县下辖的一个乡镇级行政单位。

## 行政区划
沧港镇下辖以下地区：
沧港社区、金龙村、菱湖村、张家昏村、菱东村、笔架咀村、菱北村、乌珠湖村、坛坪湖村、七星村、软纳桥村、高卢村、北拐村和金菱村。